# Black Sheep (Kurzfilm)
Black Sheep (deutsch Schwarzes Schaf) ist ein britischer Dokumentar-Kurzfilm unter Regie von Ed Perkins, der den Film auch schnitt. Er handelt von dem dunkelhäutigen Cornelius Walker, dessen Familie nach der Ermordung von Damilola Taylor aus London fortgezogen ist und der an seinem neuen Wohnort feststellen muss, dass Rassisten vorherrschen, und von seinem ungewöhnlichen Umgang mit der neuen Situation. Der Film wurde erstmals am 1. Mai 2018 auf dem Hot Docs International Documentary Festival gezeigt und war ab dem 26. Oktober 2018 per Online-Stream verfügbar.
Der Dokumentarfilm ist bei der Oscarverleihung 2019 in der Kategorie Bester Dokumentar-Kurzfilm nominiert.

## Inhalt
Im Jahr 2000 wird in Südlondon in der Nähe des Wohnorts des dunkelhäutigen zehnjährigen Cornelius Walker der ebenfalls dunkelhäutige und etwa gleichaltrigen Damilola Taylor erstochen, was in der Presse viel Beachtung findet. Auf Drängen von Cornelius’ Mutter, die von dem Todesfall stark emotional berührt ist, zieht die vierköpfige Familie bereits zwei Monate später aus der Gegend fort. 
Der erwachsene Cornelius erzählt in die Kamera, wie sie in einen Pendlervorort zogen, der anscheinend nur von Weißen bewohnt wurde. Schnell war er konfrontiert mit dem dort zutage tretenden Rassismus gegenüber Dunkelhäutigen; außerdem konnte er schnell ausmachen, dass die Straßen von zwei rassistischen Gangs beherrscht wurden. Nachdem er zusammengeschlagen worden war, entschied er sich für einen ungewöhnlichen Schritt, um in dieser feindlichen Umgebung zu überleben: Er versuchte, sich so gut wie es nur geht anzupassen. Er sparte sich das Geld vom Halse ab für passende Markenkleidung, änderte seine Frisur, setzte sich blaue Kontaktlinsen ein und verwendete Hautaufheller. Weiterhin freundete er sich nach und nach mit den Gangmitgliedern an, um Teil der Gruppe zu werden, was nur ging, weil er deren rassistische Grundhaltung nicht infrage stellte und weil er Gewaltaktionen gegen Dinge und andere Menschen, insbesondere auch gegen andere Dunkelhäutige mitmachte.
Die Diskrepanz zwischen eigener dunkelhäutiger Identität und der Gruppenidentität führte zu anlassloser Gewalt gegen Dritte. Der erwachsene Cornelius beschreibt es mit den Worten, er habe sich, um geliebt zu werden, mit Monstern angefreundet.

## Rezeption
Rob Munday schrieb auf Short of the Week: „Obwohl der Film reale Ereignisse zeigt, die über 15 Jahren zurückliegen, fühlt er sich mit seinem Fokus auf Rassismus und Identität wie ein hochaktuelles Werk an.“

## Auszeichnungen und Nominierungen (Auszug)
Er gewann auf dem Aesthetica Short Film Festival den Preis für den Besten Dokumentarfilm und Besten Festival-Film sowie einen Preis für das Beste Drehbuch.
Auf dem Cork International Film Festival gewann der Film eine Auszeichnung als Festival-Filmkandidat für den Europäischen Filmpreis 2019.
Auf dem Dallas Video Festival gewann Black Sheep den Preis für die beste Kurzdokumentation.
Als Bester Dokumentar-Kurzfilm wurde er auf dem Sheffield International Documentary Festival ausgezeichnet.
Auf dem This is England Film Festival Rouen dominierte der Film die Preisverleihung mit drei Bester-Film-Preisen, nämlich von der Jury, dem Publikum und den Schülern (Lycée).
Black Sheep wurde für die Oscarverleihung 2019 in der Kategorie Bester Dokumentar-Kurzfilm nominiert.